# Something About You (Level 42)
Something About You è un singolo del gruppo musicale britannico Level 42, pubblicato 1985 come primo estratto dall'album World Machine.
Autori del brano Something About You sono Mark King, Wally Badarou, Phil Gould, Mike Lindup, Rowland "Boon" Gould.  Il singolo è stato prodotto da Wally Baradou e dagli stessi Level 42 ed è stato pubblicato su etichetta Polydor.

## Descrizione
I Level 42 non erano convinti delle potenzialità del brano Something About You. Something About divenne però la loro prima hit negli Stati Uniti d'America, dove raggiunse il settimo posto.
Il singolo raggiunse inoltre il sesto posto delle classifiche nel Regno Unito.

## Tracce
7 "
1. Something About You – 3:48
2. Coup d'Etat – 3:49

12" Maxi
1. Something About You (Sisa Mix) – 7:38
2. Coup d'Etat – 3:57

10" Maxi
1. Something About You – 3:48
2. The Chinese Way – 3:48
3. Follow Me (Live) – 3:57

12" Maxi (edizione limitata)
1. Something About You (Sisa Mix) – 7:38
2. Coup d'Etat – 3:57
3. Hot Water – 3:38
4. The Sun Goes Down (Living It Up) – 3:44

## Video musicale
Nel video musicale di Something About compare l'attrice Cheri Lunghi.

## Classifiche
| Classifica    | Posizione massima | Nr. di settimane |
| ------------- | ----------------- | ---------------- |
| Nuova Zelanda | 10                | 13               |
| Paesi Bassi   | 33                | 9                |
| Regno Unito   | 6                 |                  |
| Stati Uniti   | 7                 |                  |

## Altre versioni (lista parziale)
Tra gli artisti che hanno inciso una cover del brano Something About You o ne hanno eseguito una cover pubblicamente, figurano (in ordine alfabetico):
- Cary Brothers feat. Laura Jansen (2010) [4]
- The Fool Wasters (2014)[4]
- Kelly Jones (2014)[4]
- Bobby Kimball (2017)[2][3][6][7]
- Luke McMaster (2013)[4]
- Paul Shaffer & The Party Boys of Rock 'n' Roll (1995)[4]